# 川島悠太郎
川島 悠太郎（かわしま ゆうたろう、1994年8月8日 - ）は、福井県福井市出身のハンドボール選手。日本ハンドボールリーグの大崎オーソル所属。

## 経歴
福井市明倫中学校時代は2008年の第17回JOCジュニアオリンピックカップで優秀選手に選ばれ、2009年の第18回JOCジュニアオリンピックカップでは2年連続で優秀選手に選ばれた。中学卒業後は福井県立福井商業高等学校へ進学。2010年には日本代表U-16に選出された。
高校卒業後は早稲田大学へ進学。2014年に第14回男子ジュニアアジア選手権の日本代表U-21に選出。2015年も日本代表U-21に選出され、第20回男子ジュニア世界選手権に出場した。同年の全日本学生ハンドボール選手権大会（インカレ）では特別賞を受賞した。
2017年1月に日本ハンドボールリーグの北陸電力へ加入。2016-17年シーズンは4試合に出場した。
2017-18年シーズンはリーグ6位となる123得点を挙げた。
2018年7月に第24回世界学生選手権の日本代表U-24に選出された。2018-19年シーズンはリーグ6位の120得点を記録。
2021年6月末で北陸電力を退団し、同年8月1日付で大崎オーソルに入団した。

## 詳細情報

### 年度別成績
| 年       | チーム   | 試合 | フィールド 得点 | 率   | 7m    | 合計    | 警告 | 退場 | 失格 |
| -------- | -------- | ---- | --------------- | ---- | ----- | ------- | ---- | ---- | ---- |
| 2016-17  | 北陸電力 | 4    | 14/44           | .318 | 2/2   | 16/46   | 0    | 0    | 0    |
| 2017-18  | 北陸電力 | 22   | 112/234         | .479 | 11/15 | 123/249 | 1    | 2    | 0    |
| 2018-19  | 北陸電力 | 24   | 110/229         | .480 | 10/11 | 120/240 | 2    | 0    | 0    |
| 2020-21  |          |      |                 |      |       |         |      |      |      |
| JHL：3年 | JHL：3年 | 50   | 236/507         | .465 | 23/28 | 259/535 | 3    | 2    | 0    |

- 各年度の太字はリーグ最高

### 記録

#### 日本ハンドボールリーグ
- フィールドゴール初得点：2017年2月18日、対トヨタ紡織九州戦（北陸電力福井体育館フレア）[13]
- 7mスロー初得点：2017年2月25日、対大同特殊鋼戦（北陸電力福井体育館フレア）[14]

### 背番号
- 30 (2017年 - )

## 代表歴

### 日本代表U-24
- 世界学生選手権 (2018年)

### 日本代表U-21
- ジュニア世界選手権 (2015年)
- ジュニアアジア選手権 (2014年)

### 日本代表U-16
- 日韓スポーツ交流 (2010年)